# احتجاجات جاكرتا (ديسمبر 2016)

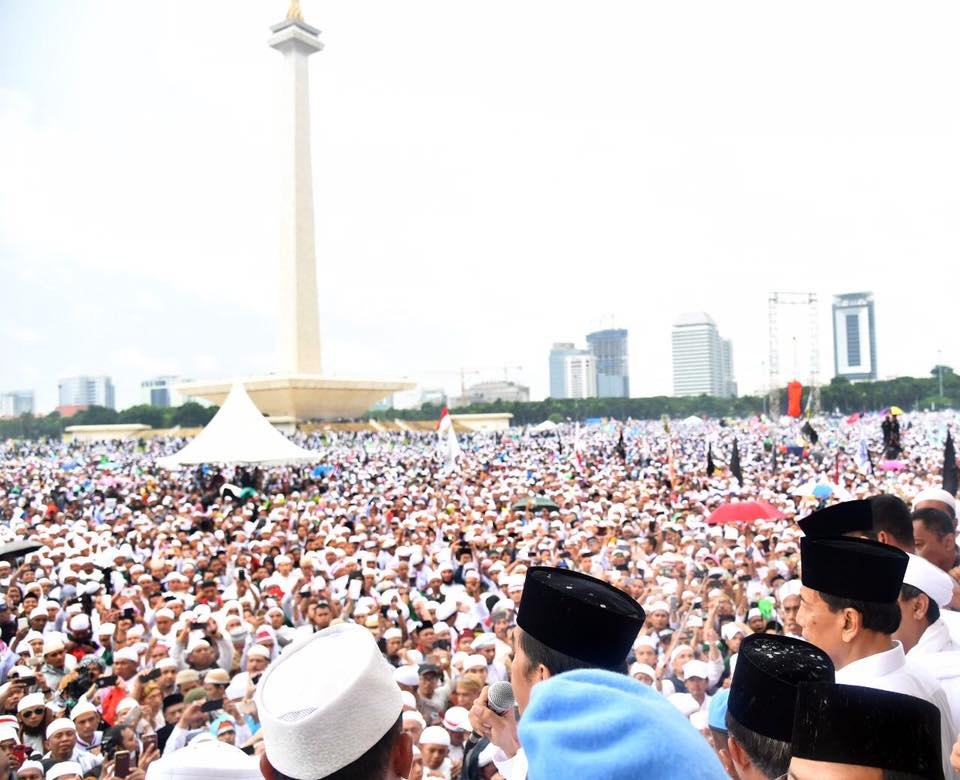
الرئيس جوكو ويدودو يخاطب المشاركين في الاحتجاج.

احتجاجات جاكرتا ديسمبر 2016 يُعرف أيضًا باسم فعل 212 والدفاع الثالث عن الإسلام واحتجاج 2 ديسمبر للسلام كان احتجاجًا جماهيريًا قادته الجماعات الإسلامية التي أدين عدد من قادتها فيما بعد بارتكاب جرائم مختلفة، والتي بدأت في 2 ديسمبر 2016 في جاكرتا عاصمة إندونيسيا. خلال المظاهرة طالب المتظاهرون بإنهاء مكتب الحاكمية الذي يشغله باسوكي تجاهاجا بورناما المعروف باسم (أهوك) الذي اتهم كمشتبه به في قضية التجديف أو الإساءة للإسلام. الاحتجاج هو ثاني مظاهرة ضد أهوك في عام 2016 بعد مظاهرة سابقة جرت في 4 نوفمبر، وأعقبها احتجاجات جاكرتا في فبراير 2017.

## خلفية
الحاكم الحالي لجاكرتا هو باسوكي تاجهاجا بورناما، والذي كان يتنافس في انتخابات حاكمية جاكرتا المقبلة لعام 2017، تم اتهامه بالتجديف ضد الإسلام بعد خطابه في 27 سبتمبر 2016. أثار الغضب الوطني ضد جنحته المتصورة احتجاجًا صغيرًا في 14 أكتوبر واحتجاج على الصعيد الوطني في نوفمبر 2016، تم الإبلاغ عنه لاحقًا على نطاق واسع بين وسائل الإعلام الدولية أيضًا، مع اعتبار الكثيرين أنها أزمة ديمقراطية في المحافظة على الإسلام في إندونيسيا. في مواجهة الاحتجاج المضاد من قبل الجماعات المؤيدة لأهوك في 30 نوفمبر، خططت المعارضة والجماعات الإسلامية بشكل مشترك لاحتجاج أوسع نطاقا وأكثر شمولا.

## الاحتجاجات
في البداية كان من المقرر بدأ الاحتجاجات في 25 نوفمبر 2016، ولكن تم الاتفاق بعد ذلك على عقده في 2 ديسمبر. قالت الحركة الوطنية لحرس الفتوى - مجلس علماء إندونيسيا المنظم الرئيسي لاحتجاج 4 نوفمبر، إنها ستقوم بعمل مماثل مرة أخرى في 2 ديسمبر 2016. قال زعيم جبهة المدافعين الإسلاميين محمد رزق قال شهاب إن هذا العمل سيحدث بالتزام إضافي باللاعنف لأنه سيتم في شكل عبادة مشتركة، وتلقى هذا البيان ردود مختلطة. اختار رئيس مجلس النواب آدي كومار الدين عدم الرد على البيان وطلب من الصحفيين أن يسألوا المنظمين مباشرة. هدد رئيس الشرطة تيتو كارنافيان بعدم إصدار تصريح للاحتجاجات خوفا من التعرض للعنف. بعد اتفاق بين المنظمين والشرطة، تم الاتفاق على أن يتم العمل بنشاطات في شكل صلاة وأداء مشترك لصلاة الجمعة.
جرت المظاهرة في ساحة ميرديكا المحيطة بالنصب التذكاري الوطني في وسط جاكرتا. تراوح عدد الحضور بين 200.000 (زعم الشرطة) إلى الملايين (زعم المنظمين). من أدلة الفيديو المنتشرة عبر مختلف وسائل التواصل الاجتماعي ومواقع مشاركة الفيديو عبر كاميرا بدون طيار، يمكن ملاحظة أن الكتلة تمتد إلى الطريق الرئيسي في فندق روندابوت إندونيسيا. خلال الاحتجاج تم تنفيذ عدد من الأنشطة بما في ذلك صلاة الجمعة بين عموم المحتجين. حضر الحدث رئيس إندونيسيا جوكو ويدودو ورحب به المشاركون بحرارة. من بين المشاهير الذين انضموا إلى الاحتجاج كان هناك أرديان سياف الفنان الكوميدي الإندونيسي البارز، ويجايانتو الداعية الإسلامي الشعبي. من الشخصيات البارزة الأخرى التي انضمت إلى الاحتجاج هداية نور وحيد نائب رئيس مجلس النواب.

## ما بعد الاحتجاجات
خسر باسوكي في وقت لاحق الانتخابات ضد منافسه أنيس باسويدان، وأدين بالإساءة للإسلام وحكم عليه بالسجن لمدة عامين في 9 مايو 2017. في ذكرى الاحتجاجات تم عقد «لم الشمل» في نفس الموقع. أنشأت على إثر هذه الاحتجاجات تعاونية سوق الشريعة المصغرة 212 مارت، تم تدشينها في مايو 2017 تكريما للاحتجاجات، وبحلول أغسطس 2018 كان لديها 192 متجرًا.